# بنك الجنوب (أمريكا اللاتينية)
بنك الجنوب (بالإسبانية: Banco del Sur)‏(بالبرتغالية: Banco do Sul‏)(بالهولندية: Bank van het Zuiden)‏ هو صندوق نقدي ومنظمة إقراض تأسست في 26 سبتمبر 2009 من قبل الأرجنتين والبرازيل وباراغواي وأوروغواي والإكوادور وبوليفيا وفنزويلا مع وعود برأس مال أولي قدره 20 مليار دولار أمريكي. كان من المقرر أن تتعهد كل من الأرجنتين وفنزويلا والبرازيل بتقديم 4 مليارات دولار، وأن تساهم أوروغواي والإكوادور وباراغواي وبوليفيا بمبالغ أصغر. كان هدف البنك هو إقراض الأموال للدول في الأمريكتين لبناء البرامج الاجتماعية والبنية التحتية.

وُقع على وثائق تأسيس البنك ككيان في عام 2007 وأنتهي من الاتفاقية بين الدول في عام 2009 ولكن اعتبارًا من عام 2016، لم يملك البنك رأس مال.

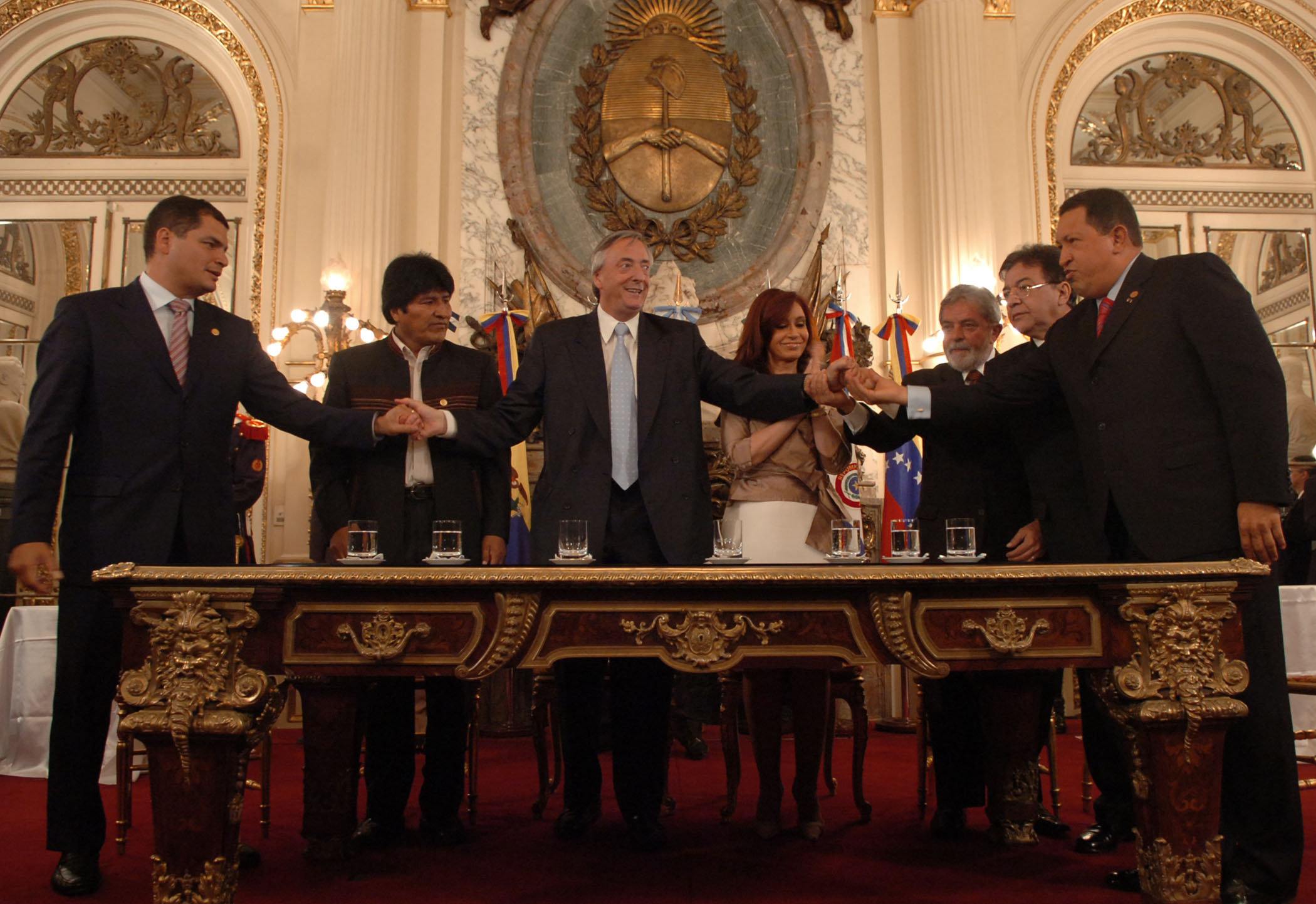
رفاييل كوريا وايفو مورالس ونيستور كيرشنير وكرستينا فيرنانديز ولويس إيناسيو لولا دا سيلفا ونيكادور دوارتي فروتوس وهوغو تشافيز خلال مراسيم الإمضاء على الميثاق المؤسس لبنك الجنوب